# Miguel Eduardo Flórez
Miguel Eduardo Flórez López (Bogotà, 21 febbraio 1996) è un ciclista su strada colombiano che corre per il Team Banco Guayaquil-Bianchi; è professionista dal 2016, e ha partecipato al Giro d'Italia 2019.

## Palmarès
- 2016 (Boyacá, una vittoria)

3ª tappa Volta a Portugal do Futuro (Lousada > Boticas)
- 2019 (Androni, una vittoria)

8ª tappa Vuelta al Táchira (San Cristóbal > San Cristóbal)
- 2020 (Androni, una vittoria)

5ª tappa Vuelta a San Juan (San Martín > Alto Colorado)

### Altri successi
- 2016 (Boyacá)

Classifica giovani Vuelta Ciclística Independencia Nacional

## Piazzamenti

### Grandi Giri
- Giro d'Italia

2019: 72º

### Classiche monumento
- Giro di Lombardia

2017: ritirato
2018: 97º
2019: 88º
2020: 36º

### Competizioni mondiali
- Campionati del mondo

Innsbruck 2018 - In linea Under-23: 48º